# إدوارد ليند
إدوارد ليند (بالإنجليزية: Edward Linde) هو شخصية أعمال أمريكي، ولد في 1942 في بروكلين في الولايات المتحدة، وتوفي في 10 يناير 2010 في بوسطن في الولايات المتحدة.